# Pāpāt
Pāpāt (persiska: پات پات, Pāt Pāt, پاپات) är en ort i Iran.   Den ligger i provinsen Kohgiluyeh och Buyer Ahmad, i den centrala delen av landet, 500 km söder om huvudstaden Teheran. Pāpāt ligger 1 311 meter över havet och antalet invånare är 137.
Terrängen runt Pāpāt är bergig åt nordost, men åt sydväst är den kuperad. Runt Pāpāt är det ganska glesbefolkat, med 47 invånare per kvadratkilometer. Närmaste större samhälle är Band-e Āb Alvān, 7,4 km söder om Pāpāt. Omgivningarna runt Pāpāt är i huvudsak ett öppet busklandskap.